# Amazoromus
Amazoromus es un género de arañas araneomorfas de la familia Gnaphosidae. Se encuentra en Brasil. 

## Lista de especies
Según The World Spider Catalog 12.0:
- Amazoromus becki Brescovit & Höfer, 1994
- Amazoromus cristus (Platnick & Höfer, 1990)
- Amazoromus janauari Brescovit & Höfer, 1994
- Amazoromus kedus Brescovit & Höfer, 1994